# Bernoulli-eloszlás
A valószínűségszámításban és a statisztika területén a Bernoulli-eloszlás egy diszkrét valószínűség-eloszlás.
Ezt az eloszlást Jakob Bernoulli (1654-1705) svájci matematikusról nevezték el.
Egy Bernoulli-kísérlet kimenetele kétféle lehet, ennek megfelelően a Bernoulli-eloszlás két értéket vehet fel: ha a p valószínűségű esemény bekövetkezik, akkor 1 értékét vesz fel, ha nem következik be, akkor 0 értéket vesz fel.
Így ha X valószínűségi változó ezt az eloszlást követi, akkor:
{\displaystyle \Pr(X=1)=p{\text{ és }}\Pr(X=0)=1-p=q.\!}
A Bernoulli-eloszlás klasszikus példája, ha feldobunk egy pénzérmét. Az érme p valószínűséggel esik le fejre, és 1-p valószínűséggel írásra.
A kísérlet akkor korrekt, ha p=0,5.
A valószínűség tömegfüggvénye:
{\displaystyle f(k;p)={\begin{cases}p&{\text{ha }}k=1,\\[6pt]1-p&{\text{ha }}k=0.\end{cases}}}
Ezt a következőképpen is kifejezhetjük:
{\displaystyle f(k;p)=p^{k}(1-p)^{1-k}\!\quad {\text{ha }}k\in \{0,1\}.}
A Bernoulli valószínűségi változó X várható értéke {\displaystyle E\left(X\right)=p}, szórásnégyzete:
{\displaystyle {\textrm {var}}\left(X\right)=p\left(1-p\right).\,}
A Bernoulli-eloszlás, a binomiális eloszlás speciális esete.
Az eloszlás lapultsága, a p alacsony, és magas értékeinél végtelenhez tart, de p=1/2 esetben, a Bernoulli eloszlás lapultsága alacsonyabb bármely más valószínűség eloszlásnál (-2).
A Bernoulli-eloszlás az úgynevezett exponenciális családba tartozik.
A p maximális valószínűségi becslése az átlagos minta véletlenszerű mintáján alapul.

## Kapcsolódó eloszlások
- Ha {\displaystyle X_{1},\dots ,X_{n}} független, Bernoulli-eloszlású valószínűségi változók p valószínűséggel, akkor

{\displaystyle Y=\sum _{k=1}^{n}X_{k}\sim \mathrm {Binomial} (n,p)} (binomiális eloszlás (n,p) paraméterekkel). A Bernoulli-eloszlás a binomiális eloszlás speciális esete: {\displaystyle \mathrm {Binomial} (1,p)}.
- A kategorikus eloszlás a Bernoulli-eloszlás általánosítása diszkrét értékű konstansokra.
- A béta-eloszlás a Bernoulli-eloszlás konjugált priorja.